# Dieter Brink
Dieter Brink (* 1. Januar 1963 in Düsseldorf) ist ein deutscher Komponist, Musikproduzent, Sänger und Sprecher. Er lebt in Stolberg (Rheinland).
Dieter Brink machte zunächst eine Ausbildung zum Einzelhandelskaufmann und arbeitete als Abteilungsleiter in einem großen Kölner Musikhaus.
1989 veröffentlichte er seinen ersten Titel unter dem Projektnamen „Atomic Generation“. Es folgten Radiojingles und Werbemusik sowie Arrangements und Songs für die Sängerin Manuela.

Als Gitarrist, Sänger und Tonmeister war er an den mehrfach ausgezeichneten Kindermusicals Ritter Rost beteiligt. Er übernahm die Rolle des König Bleifuß in allen Ritter Rost -Musicals.
Als Autor hatte er seinen ersten Airplay-Nr.-1-Hit (in Österreich) mit „Ich will den Sommer“. Brink komponierte für Mireille Mathieu, Bernhard Brink, Andy Borg, Leonard, Uta Bresan, Bata Illic, Al Martino, Hansi Hinterseer, Rosanna Rocci, Tobias Reitz und Ireen Sheer. Die erste goldene Schallplatte erhielt Dieter Brink für seine Mitwirkung als Autor des Aufeinander zua - Albums der Zillertaler Haderlumpen. Als Produzent und Arrangeur arbeitete er u. a. mit Michael Holm, sowie Felix Janosa zusammen.